# Nobuyuki Takeuchi
Nobuyuki Takeuchi (武内宣之 Takeuchi Nobuyuki?) es un animador, director, diseñador de personajes y diseñador de producción japonés. Su trabajo con los directores Akiyuki Shinbo (y más ampliamente con el estudio Shaft) y Kunihiko Ikuhara ha adquirido notable fama desde finales de los años 1990 y especialmente hasta mediados de los años 2000.

## Carrera
Takeuchi provenía originalmente del estudio de animación subcontratado Dragon Production, al que perteneció en algún momento a mediados de la década de 1980. Su permanencia en la empresa duró relativamente poco ya que poco después se transfirió a Studio Lions, la división intermedia de Studio Giants; y, finalmente, se convirtió en parte de la entidad más grande Studio Giants. Sin embargo, a principios de la década de 1990, Takeuchi se convirtió en autónomo. Alrededor de 1994, le ofrecieron un puesto como autónomo en Shaft y comenzó a trabajar en varios de sus trabajos subcontratado y finalmente hizo su debut como director de animación en el primer trabajo televisado original del estudio, Juuni Senshi Bakuretsu Eto Ranger.
En 1997, Takeuchi trabajó como director de animación para los episodios subcontratados de Shaft de Shōjo Kakumei Utena dirigidos por Kunihiko Ikuhara. El trabajo de Takeuchi en la serie despertó especial interés por parte de Ikuhara, quien lo invitó a trabajar en su siguiente película como director de animación. También ese año, Takeuchi participó como diseñador de personajes para la serie de OVA Sakura Mail de Shaft. Al año siguiente, en 1998, el estudio Radix se dispuso a producir una adaptación de Silent Möbius, pero la producción acabó encargándose a Shaft. El director jefe Hideki Tonokatsu trabajó en Shaft, y Shaft se convirtió en el principal sitio de producción y también en la empresa responsable de encontrar el personal de la serie; y encontrando interés en el trabajo de Takeuchi, diciendo que Takeuchi tenía una visión y dirección clara, se le asignó el rol de "director de animación" de la serie (sin referirse a la corrección de dibujos). El trabajo de Takeuchi en la serie despertó el interés del entonces director general de Shaft Mitsutoshi Kubota, quien sintió que Takeuchi sería una figura central en las producciones posteriores de Shaft.
Durante los siguientes años, Takeuchi continuó trabajando independientemente como animador clave y director de animación en varios estudios, incluso trabajando para Studio Ghibli, pero ganó prominencia en 2004 cuando Shaft se asoció con Akiyuki Shinbo para producir Tsukuyomi: Moon Phase, el comienzo de la larga historia de colaboración de Shinbo y Shaft. A Shinbo le preocupaba tener una base visual sólida para la serie y quería a alguien con una gran sensibilidad para el entorno artístico (美術設定?) con quien trabajar; sin embargo, no quería que alguien de un estudio de arte de fondo asumiera el papel, como era tradicional. Kubota, que sucedió al fundador de Shaft, Hiroshi Wakao, como director ejecutivo tras la jubilación de Wakao, recomendó a Takeuchi a Shinbo, quien luego asumió el papel de "director visual". El trabajo de Takeuchi en la serie, que presentaba secciones transversales de edificios para mostrar su interior, casi como una producción teatral, inspiró a Shinbo a usar técnicas similares en su siguiente trabajo, Pani Poni Dash!, a pesar de que Takeuchi no trabajó en la serie. Sin embargo, Takeuchi colaboró más con Shaft en papeles importantes como diseñador conceptual y de producción en varios trabajos posteriores. En 2009, participó nuevamente como director visual en la adaptación de Bakemonogatari de Shinbo y Tatsuya Oishi. Aunque no continuó durante el resto de la franquicia como director visual, su trabajo se convirtió en una parte vital de su producción, y contribuyó como diseñador de producción o entorno artístico en todas las demás versiones de la serie, con excepción de las dos últimas partes, Owarimonogatari II y Zoku owarimonogatari.
Takeuchi trabajó ocasionalmente en guiones gráficos y dirigió trabajos desde Silent Möbius. Hizo el guion gráfico de los primeros cinco episodios de Bakemonogatari, y también el guion gráfico, la dirección y el trabajo de animación clave en el episodio 9 de Mawaru Penguindrum, completamente solo. Se le dio la oportunidad de dirigir una adaptación cinematográfica de la película Fireworks, Should We See It from the Side or the Bottom? de Shunji Iwai de 1993, Uchiage Hanabi, Shita Kara Miru ka? Yoko Kara Miru ka?, bajo la dirección principal de Shinbo. Takeuchi y el compositor de la película, Satoru Kōsaki, eran fanáticos de las películas de Iwai desde hacía mucho tiempo. La primera película que Takeuchi vio de Iwai fue Ghost Soup, y Takeuchi pensó que era una película impresionante. Como director de Uchiage Hanabi, Shita Kara Miru ka? Yoko Kara Miru ka?, dijo que era un honor trabajar con Iwai. En 2019, fue el director jefe de Sarazanmai, y en 2022 contribuyó en la película Re:cycle of the Penguindrum de Brain's Base y Lapin Track como asistente de dirección y en la serie RWBY: Hyousetsu Teikoku de Shaft como director visual.

## Trabajos

### Series de televisión
Destaca papeles con funciones de dirección de series.
| Año  | Título                                        | Director(es) | Estudio                                | Funciones | Refs.        |
| ---- | --------------------------------------------- | --- | -------------------------------------- | --- | ------------ |
| 1986 | Maison Ikkoku                                 | Kazuo Yamazaki | Studio Deen                            | Animación intermedia (#50, 62, 67, 72, 77, 82, 92) | [ 12 ]       |
| 1986 | Machine Robo: Cronos no Dai Gyakushū          | Hiroshi Yoshida | Ashi Productions                       | Animación intermedia (#4, 40) | [ 12 ]       |
| 1987 | Machine Robo: Butchigiri Battle Hackers       | Hiroshi Yoshida | Ashi Productions                       | Animación intermedia (#2, 6) | [ 12 ]       |
| 1987 | Tsuideni Tonchinkan                           | Yūzō Yamada | Studio Comet                           | Animación intermedia (#21, 26, 31) | [ 12 ]       |
| 1988 | F                                             | Kōichi Mashimo | Studio Deen                            | Animación intermedia (#8, 13, 18, 21, 24) | [ 12 ]       |
| 1988 | Chōon Senshi Borgman                          | Hiroshi Negishi | Ashi Productions                       | Animación intermedia (#16, 21, 25, 28, 32) | [ 12 ]       |
| 1988 | Tekken Chinmi                                 | Jūtarō Ōba | Ashi Productions                       | Animación intermedia (#8, 17) | [ 12 ]       |
| 1988 | Meimon! Daisan Yakyūbu                        | Hiroshi Fukutomi | Studio Comet                           | Animación intermedia (#4, 8, 11, 13, 16, 18, 24, 26, 29, 32, 37) Animación clave (#34-35, 39)                                                               | [ 13 ]       |
| 1989 | Tenkū Senki Shurato                           | Mizuho Nishikubo | Tatsunoko Productions                  | Animación clave (#27, 30) | [ 14 ]       |
| 1989 | Time Travel Tondekeman!                       | Kunihiko Yuyama Akira Sugino                                                                                         | Ashi Productions Tatsunoko Productions | Animación clave (#2, 5-6, 9, 12, 14, 17, 20, 23, 26-28, 30-31, 34, 36)                                                                                      | [ 15 ]       |
| 1990 | NG Knight Ramune & 40                         | Hiroshi Negishi | "B3" Asatsu Ashi Productions           | Animación clave (#17, 19, 22, 24, 27-29, 31, 33, 36-37) | [ 12 ]       |
| 1990 | Mahō no Angel Sweet Mint                      | Jūtarō Ōba | Ashi Productions                       | Animación clave (#51) | [ 16 ]       |
| 1991 | Jankenman                                     | Tetsuya Endō | Ashi Productions                       | Animación clave (#5, 10, 12, 19, 29, 34, 37) | [ 17 ]       |
| 1992 | Hana no Mahōtsukai Mary Bell                  | Tetsuya Endō | Ashi Productions                       | Animación clave (#11, 13) | [ 18 ]       |
| 1992 | Ashita e Free Kick                            | Tetsurō Amino | Production Reed                        | Animación clave (#2, 6) | [ 19 ]       |
| 1995 | Tenchi Muyō!                                  | Hiroshi Negishi | AIC                                    | Animación clave (#5, 10) | [ 20 ]       |
| 1995 | Jūni Senshi Bakuretsu Eto Ranger              | Kunitoshi Okajima | Shaft                                  | Director de animación (#6, 16, 23, 28, 34, 38) | [ 21 ]       |
| 1997 | Shōjo Kakumei Utena                           | Kunihiko Ikuhara | J.C.Staff                              | Director de animación (#15, 20, 29, 37) Animación clave (#15, 20, 26, 29, 37, 39)                                                                           | [ 22 ]       |
| 1997 | Hareluya II Boy                               | Kiyoshi Egami | Triangle Staff                         | Animación clave (#3) | [ 23 ]       |
| 1997 | Rekka no Honō                                 | Noriyuki Abe | Pierrot                                | Animación clave (#2) | [ 12 ]       |
| 1997 | Battle Athletess Daiundōkai                   | Katsuhito Akiyama | AIC                                    | Animación clave (#5, 7-8) | [ 12 ]       |
| 1997 | Kenpū Denki Berserk                           | Naohito Takahashi | OLM                                    | Animación clave (#1) | [ 24 ]       |
| 1998 | Burn Up Excess                                | Shinichiro Kimura | Magic Bus                              | Animación clave (#3) | [ 25 ]       |
| 1998 | Silent Möbius                                 | Hideki Tonokatsu | Radix                                  | Guionista gráfico (#3, 6) Director de episodio (#26) Director de animación (#3, 26) Animación clave (#20, 26)                                               | [ 2 ]        |
| 1998 | Generator Gawl                                | Seiji Mizushima | Tatsunoko Productions                  | Animación clave (#6) | [ 12 ]       |
| 1999 | Mahō Tsukai Tai!                              | Junichi Sato | Madhouse Triangle Staff                | Animación (#10) | [ 26 ]       |
| 2000 | Sakura Taisen                                 | Ryūtaro Nakamura | Madhouse                               | Guionista gráfico (#15) Director de episodio (#15) | [ 27 ]       |
| 2000 | Jinzō Ningen Kikaider The Animation           | Tensai Okamura | Radix Studio OX                        | Animación clave (#2) | [ 28 ]       |
| 2001 | Cyborg 009: The Cyborg Soldier                | Jun Kawagoe | Japan Vistec                           | Animación clave (#49, 51) | [ 12 ]       |
| 2002 | Ai Yori Aoshi                                 | Masami Shimoda | J.C.Staff                              | Animación clave (#16, 21, 24) | [ 29 ]       |
| 2002 | Mahoromatic: Motto Utsukushii Mono            | Hiroyuki Yamaga | Gainax Shaft                           | Animación clave (#8, 11, 13) | [ 30 ]       |
| 2002 | Heat Guy J                                    | Kazuki Akane | Satelight                              | Animación clave (#20) | [ 31 ]       |
| 2003 | Mahō Tsukai ni Taisetsu na Koto               | Masami Shimoda | J.C.Staff                              | Animación clave (#2) | [ 12 ]       |
| 2004 | Kono Minikuku mo Utsukushii Sekai             | Saeki Sōji | Gainax Shaft                           | Animación clave (#11-12) | [ 32 ]       |
| 2004 | Uta∽Kata                                      | Keiji Gotoh | Hal Film Maker                         | Animación clave (#4) | [ 33 ]       |
| 2004 | Tsukuyomi: Moon Phase                         | Akiyuki Shinbo | Shaft                                  | Director visual Guionista gráfico (#3, 26) Director de episodio (#3) Animación clave                                                                        | [ 2 ]        |
| 2005 | Peach Girl                                    | Hiroshi Ishiodori | Studio Comet                           | Animación clave (#25) | [ 34 ]       |
| 2005 | Pani Poni Dash!                               | Akiyuki Shinbo | Shaft GANSIS                           | Animación clave (#1, 19) | [ 12 ]       |
| 2005 | Mahō Shōjo Lyrical Nanoha A's                 | Keizō Kusakawa | Seven Arcs                             | Guionista gráfico (#5, 11) Animación clave (#11) | [ 35 ]       |
| 2005 | Capeta                                        | Shin Misawa | Studio Comet                           | Animación clave (#48) | [ 36 ]       |
| 2006 | Hanbun no Tsuki ga Noboru Sora                | Yukihiro Matsushita                                                                                                  | Group TAC                              | Guionista gráfico (#3, 6) Director de episodio (#6) | [ 37 ]       |
| 2006 | Air Gear                                      | Hajime Kamegaki | Toei Animation                         | Guionista gráfico (#19) | [ 38 ]       |
| 2006 | D.Gray-man                                    | Osamu Nabeshima | TMS Entertainment                      | Guionista gráfico (#22) | [ 12 ]       |
| 2006 | Negima!?                                      | Akiyuki Shinbo Shin Ōnuma                                                                                            | Shaft GANSIS                           | Diseño de producción Animación clave (#2-3, 5, 7-10, 12-14, 17, 19-20, 22-23, 25)                                                                           | [ 39 ]       |
| 2007 | Hidamari Sketch                               | Akiyuki Shinbo Ryōki Kamitsubo                                                                                       | Shaft                                  | Animación clave (#8) | [ 40 ]       |
| 2007 | Heroic Age                                    | Takashi Noto Toshimasa Suzuki                                                                                        | XEBEC                                  | Guionista gráfico (#2, 13) | [ 12 ]       |
| 2007 | Mahō Shōjo Lyrical Nanoha A's                 | Keizō Kusakawa | Seven Arcs                             | Guionista gráfico (#9) | [ 41 ]       |
| 2008 | Ef: A Tale of Melodies                        | Shin Ōnuma | Shaft                                  | Guionista gráfico (#1, 3, 10) | [ 42 ]       |
| 2009 | Maria†Holic                                   | Akiyuki Shinbo Yukihiro Miyamoto                                                                                     | Shaft                                  | Diseño conceptual Animación clave (#1, 6) Guionista gráfico (#1)                                                                                            | [ 43 ]       |
| 2009 | Natsu no Arashi!                              | Akiyuki Shinbo Shin Ōnuma                                                                                            | Shaft                                  | Trabajos de diseño | [ 44 ]       |
| 2009 | Tears to Tiara                                | Tomoki Kobayashi | White Fox                              | Animación clave (#6) | [ 45 ]       |
| 2009 | Bakemonogatari                                | Akiyuki Shinbo Tatsuya Oishi                                                                                         | Shaft                                  | Director visual Guionista gráfico (#1-5) Director de animación (#3-5) Director de animación asistente (#6, 9, 11, 15) Animación clave (#1-3, 5, 7-8, 10-15) | [ 5 ] [ 46 ] |
| 2011 | Maria†Holic Alive                             | Akiyuki Shinbo Tomokazu Tokoro                                                                                       | Shaft                                  | Diseño conceptual | [ 47 ]       |
| 2011 | Mawaru Penguindrum                            | Kunihiko Ikuhara | Brain's Base                           | Guionista gráfico (#9) Director de episodio (#9) Director de animación (#9) Animación clave (#9; OP 1) Cooperación de entorno (#10)                         | [ 6 ]        |
| 2012 | Nisemonogatari                                | Akiyuki Shinbo Tomoyuki Itamura                                                                                      | Shaft                                  | Diseño de producción | [ 48 ]       |
| 2012 | Hidamari Sketch x Honeycomb                   | Akiyuki Shinbo | Shaft                                  | Animación clave (#8) | [ 40 ]       |
| 2012 | Nekomonogatari: Black                         | Akiyuki Shinbo Tomoyuki Itamura                                                                                      | Shaft                                  | Diseño de producción | [ 49 ]       |
| 2013 | Monogatari Series: Second Season              | Akiyuki Shinbo Tomoyuki Itamura Naoyuki Tatsuwa (#6–9) Yūki Yase (#14–17)                                            | Shaft                                  | Diseño de producción Guionista gráfico (#11) Director de animación (#11)                                                                                    | [ 50 ]       |
| 2014 | Hanamonogatari                                | Akiyuki Shinbo Tomoyuki Itamura                                                                                      | Shaft                                  | Diseño de producción | [ 51 ]       |
| 2014 | Tsukimonogatari                               | Akiyuki Shinbo Tomoyuki Itamura                                                                                      | Shaft                                  | Diseño de producción | [ 52 ]       |
| 2015 | Owarimonogatari                               | Akiyuki Shinbo Tomoyuki Itamura                                                                                      | Shaft                                  | Diseño de producción | [ 53 ]       |
| 2019 | Egao no Daika                                 | Toshimasa Suzuki | Tatsunoko Production                   | Guionista gráfico (#12) Animación clave (#12) | [ 54 ]       |
| 2019 | Sarazanmai                                    | Nobuyuki Takeuchi Kunihiko Ikuhara                                                                                   | Lapin Track MAPPA                      | Director jefe Guionista gráfico (#1, 4, 9) Director de episodios (#4, 9) Director de animación (#9) Animación clave (#1-5, 7, 9)                            | [ 9 ]        |
| 2020 | Magia Record: Mahō Shōjo Madoka☆Magica Gaiden | Gekidan Inu Curry Akiyuki Shinbo Kenjirō Okada (#2, 6-7) Midori Yoshizawa (#4-5, 8-10) Yukihiro Miyamoto (#1, 11-13) | Shaft                                  | Animación clave (#1, 13) | [ 55 ]       |
| 2020 | Senyoku no Sigrdrifa                          | Hirotaka Tokuda | A-1 Pictures                           | Animación clave (#2) | [ 12 ]       |
| 2022 | RWBY: Hyōsetsu Teikoku                        | Toshimasa Suzuki Kenjirō Okada                                                                                       | Shaft                                  | Director visual Guionista gráfico (#3) Animación clave (#3)                                                                                                 | [ 11 ]       |
| 2023 | Undead Girl Murder Farce                      | Mamoru Hatakeyama | Lapin Track                            | Guionista gráfico (#8) Animación clave (#8) | [ 56 ]       |
| 2023 | Kawagoe Boys Sing                             | Jun Matsumoto | evg                                    | Guionista gráfico (#9) Director de episodio (#9) Animación clave (#9)                                                                                       | [ 57 ]       |
| 2024 | Shōshimin Series                              | Mamoru Kanbe | Lapin Track                            | Guionista gráfico (#2) Director de episodio (#2) Director de animación (#2, 7) Segunda animación clave (#7) Animación clave (#2)                            | [ 58 ]       |
| 2025 | Shōshimin Series 2nd Season                   | Mamoru Kanbe | Lapin Track                            | Guionista gráfico (#6, 11) | [ 59 ]       |

### OVAs
| Año  | Título                                         | Director(es)                    | Estudio                | Funciones                                                                 | Refs.  |
| ---- | ---------------------------------------------- | ------------------------------- | ---------------------- | ------------------------------------------------------------------------- | ------ |
| 1988 | Ginga Eiyū Densetsu                            | Noboru Ishiguro                 | Kitty Films Artland    | Animación clave (#81, 90, 108)                                            | [ 60 ] |
| 1988 | Kidō Keisatsu Patlabor                         | Mamoru Oshii                    | Studio Deen            | Animación intermedia (#Studio Lions; ep 7)                                | [ 61 ] |
| 1990 | Gdleen                                         | Takao Kato Toyoo Ashida         | Tokyo Laboratory       | Animación intermedia (#Studio Giants)                                     | [ 62 ] |
| 1991 | Arslan Senki                                   | Mamoru Hamatsu Tetsurō Amino    | Animate Film J.C.Staff | Animación clave (#6)                                                      | [ 63 ] |
| 1992 | Sequence                                       | Naohito Takahashi               | Ashi Productions       | Animación clave                                                           | [ 64 ] |
| 1992 | Ys: Tenkū no Shinden - Adol Christine no Bōken | Takashi Watanabe                | Tokyo Kids             | Animación clave (#4)                                                      | [ 12 ] |
| 1993 | Moldiver                                       | Hirohide Fujiwara               | AIC                    | Animación clave (#5)                                                      | [ 12 ] |
| 1993 | Chōjikū Seiki Orguss 02                        | Takahiro Okao Fumihiko Takayama | J.C.Staff              | Animación clave (#4-6)                                                    | [ 12 ] |
| 1994 | Future GPX Cyber Formula Zero                  | Mitsuo Fukuda                   | Sunrise                | Animación clave (#Shaft; ep 7)                                            | [ 65 ] |
| 1996 | Shin Hurricane Polymar                         | Akiyuki Shinbo                  | Tatsunoko Production   | Animación clave (#2)                                                      | [ 66 ] |
| 1996 | Legend of Crystania                            | Ryūtarō Nakamura                | Triangle Staff         | Animación clave (#2)                                                      | [ 12 ] |
| 1997 | Sakura Mail                                    | Kunitoshi Okajima               | Shaft                  | Diseño de personajes Director de animación (#12) Animación clave (#1, 12) | [ 3 ]  |
| 2008 | Mahō Sensei Negima!: Shiroki Tsubasa Ala Alba  | Akiyuki Shinbo                  | Shaft Studio Pastoral  | Director de animación asistente (#1)                                      | [ 12 ] |
| 2016 | Kubikiri Cycle: Aoiro Savant to Zaregotozukai  | Akiyuki Shinbo Yūki Yase        | Shaft                  | Animación clave (#1)                                                      | [ 12 ] |

### Películas
Destaca papeles con funciones de dirección de series.
     Destaca papeles con funciones de asistente de dirección o supervisión.
| Año  | Título                                                      | Director(es)                     | Estudio          | Funciones                                                        | Refs.  |
| ---- | ----------------------------------------------------------- | -------------------------------- | ---------------- | ---------------------------------------------------------------- | ------ |
| 1996 | Hamelin no Violin Hiki: The Movie                           | Takashi Imanishi                 | Nippon Animation | Animación clave                                                  | [ 67 ] |
| 1998 | Spriggan                                                    | Hirotsugu Kawasaki               | Studio 4°C       | Animación clave                                                  | [ 68 ] |
| 1999 | Digimon: La película                                        | Mamoru Hosoda                    | Toei Animation   | Animación clave                                                  | [ 69 ] |
| 1999 | Shōjo Kakumei Utena: Adolescence Mokushiroku                | Kunihiko Ikuhara                 | J.C.Staff        | Director de animación Animación clave                            | [ 70 ] |
| 2000 | Digimon Adventure: Bokura no War Game!                      | Mamoru Hosoda                    | Toei Animation   | Animación clave                                                  | [ 71 ] |
| 2001 | El viaje de Chihiro                                         | Hayao Miyazaki                   | Studio Ghibli    | Animación clave                                                  | [ 12 ] |
| 2002 | Neko no Ongaeshi                                            | Hiroyuki Morita                  | Studio Ghibli    | Animación clave                                                  | [ 12 ] |
| 2003 | Nasu: Andalusia no natsu                                    | Kitarō Kōsaka                    | Madhouse         | Animación clave                                                  | [ 72 ] |
| 2004 | Howl no Ugoku Shiro                                         | Hayao Miyazaki                   | Studio Ghibli    | Animación clave                                                  | [ 73 ] |
| 2006 | Cuentos de Terramar                                         | Gorō Miyazaki                    | Studio Ghibli    | Animación clave                                                  | [ 74 ] |
| 2007 | Kino no Tabi: The Beautiful World - Byōki no Kuni - For You | Ryūtarō Nakamura                 | Shaft            | Trabajos de diseño Animación clave                               | [ 75 ] |
| 2008 | Gake no ue no Ponyo                                         | Hayao Miyazaki                   | Studio Ghibli    | Animación clave                                                  | [ 76 ] |
| 2012 | Mahō Shōjo Madoka★Magica Movie 2: Eien no Monogatari        | Akiyuki Shinbo Yukihiro Miyamoto | Shaft            | Animación clave                                                  | [ 77 ] |
| 2016 | Kizumonogatari I: Tekketsu                                  | Akiyuki Shinbo Tatsuya Oishi     | Shaft            | Entorno artístico                                                | [ 78 ] |
| 2016 | Kizumonogatari II: Nekketsu                                 | Akiyuki Shinbo Tatsuya Oishi     | Shaft            | Entorno artístico                                                | [ 79 ] |
| 2017 | Kizumonogatari III: Reiketsu                                | Akiyuki Shinbo Tatsuya Oishi     | Shaft            | Entorno artístico                                                | [ 80 ] |
| 2017 | Uchiage Hanabi, Shita Kara Miru ka? Yoko Kara Miru ka?      | Nobuyuki Takeuchi Akiyuki Shinbo | Shaft            | Director Guionista gráfico Entorno artístico Diseño clave        | [ 7 ]  |
| 2019 | El tiempo contigo                                           | Makoto Shinkai                   | CoMix Wave Films | Animación clave                                                  | [ 81 ] |
| 2022 | Re:cycle of the Penguindrum                                 | Kunihiko Ikuhara                 | Lapin Track      | Director asistente Entorno artístico (#1) Guionista gráfico (#1) | [ 10 ] |

### Trabajos citados
- Shinbo, Akiyuki (2012). 新房語 (en japonés). Ichijinsha. ISBN 978-4758012591.
- Oota, Keiji; Shaft (18 de agosto de 2017). パンフレット 打ち上げ花火、下から見るか?横から見るか? (en japonés). Toho.
- Takahashi, Yumi, ed. (2019). Akiyuki Shimbo x Shaft Chronicle (en japonés). Dotcom. ISBN 978-4835457017.